# 岩手県営野球場
岩手県営野球場（いわてけんえいやきゅうじょう）は、岩手県盛岡市にあった野球場。施設は岩手県庁が所有し、岩手県スポーツ振興事業団が指定管理者として運営管理を行っていた。老朽化や代替施設いわて盛岡ボールパークの開場により、2023年（令和5年）3月31日を以て廃止扱いとなった。    　

## 歴史・概要
岩手国体を前にした1970年（昭和45年）4月30日に完成。以来、全国高等学校野球選手権岩手大会の主会場としての使用をはじめ、硬式・軟式問わず多くのアマチュア野球公式戦が行われている。また、プロ野球公式戦が年間1～2試合程度開催され、岩手県の代表的な野球場であった。
プロ野球公式戦は、完成年にヤクルトアトムズ対大洋ホエールズ戦が開催されている。以降、ヤクルト、大洋・横浜の他、読売ジャイアンツ、広島東洋カープ、阪神タイガース、日本ハムファイターズ、オリックス・ブルーウェーブなどが主催公式戦を開催。2005年（平成17年）からは東北楽天ゴールデンイーグルスの公式戦が年1～2試合開催されている（2012年は予定されていた1試合が降雨ノーゲームとなった）。これまで、NPB（日本プロ野球）1軍公式戦は2022年（令和4年）6月22日の楽天対日本ハム戦を含め79試合が開催された。
2012年（平成24年）7月23日には岩手県内初となるオールスターゲーム（第3戦）が東日本大震災の被災地の小中高校生約2400人を招待して行われた。
球場は1983年（昭和58年）と1993年（平成5年）の2度にわたり施設の改修工事を行っているが、経年劣化による老朽化のほか、公認野球規則に基づく両翼のサイズが基準値（99.06m）よりも狭いことなどが指摘されており、盛岡市営野球場とともに、同じ盛岡市のいわて盛岡ボールパークへ機能が移設されることになった。このため、2022年（令和4年）6月22日の楽天対日本ハム戦が当球場におけるプロ野球の最終試合となり、6‐3で楽天がサヨナラ勝ちを収めた。
新球場のいわて盛岡ボールパークでは2023年（令和5年）4月1日の開場初日の記念試合前に岩手県営野球場と盛岡市営野球場の土を新球場に散布する「継承式」が行われる。岩手県営野球場は盛岡南公園に完成する新球場（いわて盛岡ボールパーク）の供用開始から5年以内に用途廃止にすることになっている。
また岩手県内の高校球児として、花巻東高等学校の菊池雄星と大谷翔平、岩手県立大船渡高等学校の佐々木朗希など数々の好投手がプレーした。大谷は高校3年夏の岩手大会準決勝で、アマチュア野球史上初となる球速160km、更に佐々木も高校3年夏の同大会4回戦で大谷に並ぶ最速タイ記録をこの球場でマークした。
閉鎖を知った盛岡市の土地家屋調査士法人代表者が、岩手県庁に3Dデータ化を提案して了承され、2022年（令和4年）11月28日から翌12月12日にかけて球場内外の写真を約800枚撮影した。

## 施設
- グラウンド面積：13,677m2
- 両翼：91.5m、中堅：122m
- 内野：クレー舗装、外野：天然芝（高麗芝）
- 照明設備：1000w×6基（最大照度：投捕間：2300Lx、内野2200Lx、外野1038Lx）
- 収容人員：25,000人（内野：背もたれ付きセパレート式、外野：芝）
- スコアボード：磁気反転式（LED式フリーボードあり、ボールカウントは2012年より「SBO」点灯から「BSO」点灯に改修）
  - フリーボードはイニングスコア表示部下に設置されている。スコアボードがパネル式だった頃に設置されていた「ホームランランプ」（本塁打が出ると点灯する）に代わる設備として、改修時に設けられたもの。尚、フリーボードは2005年から球速表示にも対応している。また、2009年までは電球式だった。（色は赤のみ）
- 屋内練習場が1塁・3塁側双方のスタンド下に設置。プロ野球での使用の際には、グラウンド内のブルペンを使用しないで、屋内練習場内のブルペンを使用することがある。

### メインスタンド
メインスタンドはRC造地上2階で、1969年（昭和44年）11月に竣工した（1983年4月増設）。収容人員25,000人。

### ジェット風船について
この球場でジェット風船を飛ばすことは禁止という説がある。2004年（平成16年）に開催された横浜DeNAベイスターズ主催試合（ヤクルト戦）では「ジェット風船使用禁止」の場内アナウンスがあった。しかし実際には、2005年より開催されている東北楽天ゴールデンイーグルスの主催試合、それ以前に開催された広島東洋カープ主催試合においては、禁止されることはなく普通に使用することが出来、球場売店でもジェット風船が販売されている（ジェット風船を販売する売り子が場内を巡回したケースもある）。このことから、球場ルールとしては禁止されてはいないが、主催球団によって対応が異なったとみられる。横浜は2012年まで本拠地の横浜スタジアムでジェット風船使用が禁止されており、それに則ったものと考えられる。

## 交通
- JR東日本盛岡駅東口からバスが次のとおり出ている。
  - 岩手県交通 11番のりば
    - 310 松園山岸線・松園ニュータウン行
    - 311 駅桜台団地線・桜台団地行

  - ジェイアールバス東北 1番のりば
    - 早坂高原線 龍泉洞行

  - いずれも「県営野球場前」下車後徒歩約3分
  - 所要時間は路線によって異なる。
  - プロ野球等開催時は盛岡駅発の臨時バス運行あり
- 東北自動車道盛岡ICより約30分

球場周辺の国道455号や市道は、普段から通勤ラッシュ時の渋滞が激しい。このためプロ野球が平日ナイターで開催される場合は、夕刻の通行車両が通常時よりも多くなるため、バスを利用して球場に来訪する際には注意が必要となる。
球場駐車場はあるものの狭隘であるため、来場者が多いプロ野球や夏の高校野球岩手県大会開催の際には、関係者・マスコミ車輌と臨時バス待機場（プロ野球開催時）で使われるため、一般車両は利用できない。
なお、球場周辺の地元住民が、私有地を有料駐車場として開放することがあるが、これら駐車場は主催者非公認であるため、チケットなどでは「駐車場はない」ことと「公共交通機関での来場」が呼びかけられる。